# Конюх, Ана
Ана Конюх (хорв. Ana Konjuh; родилась 27 декабря 1997 года в Дубровнике, Хорватия) — хорватская теннисистка; победительница одного турнира WTA в одиночном разряде; победительница двух юниорских турниров Большого шлема в одиночном разряде (Открытый чемпионат Австралии, Открытый чемпионат США-2013); победительница одного юниорского турнира Большого шлема в парном разряде (Открытый чемпионат Австралии-2013); победительница одиночного турнира Orange Bowl (2012); финалистка одного юниорского турнира Большого шлема в парном разряде (Уимблдон-2012); бывшая первая ракетка мира в юниорском рейтинге.

## Общая информация
Ана — одна из четырёх дочерей Марио и Ирис Конюхов; её сестёр зовут Андреа, Антония и Антея.
Хорватка в теннисе с пяти лет, любимое покрытие — хард.

## Спортивная карьера
Юниорские годы.

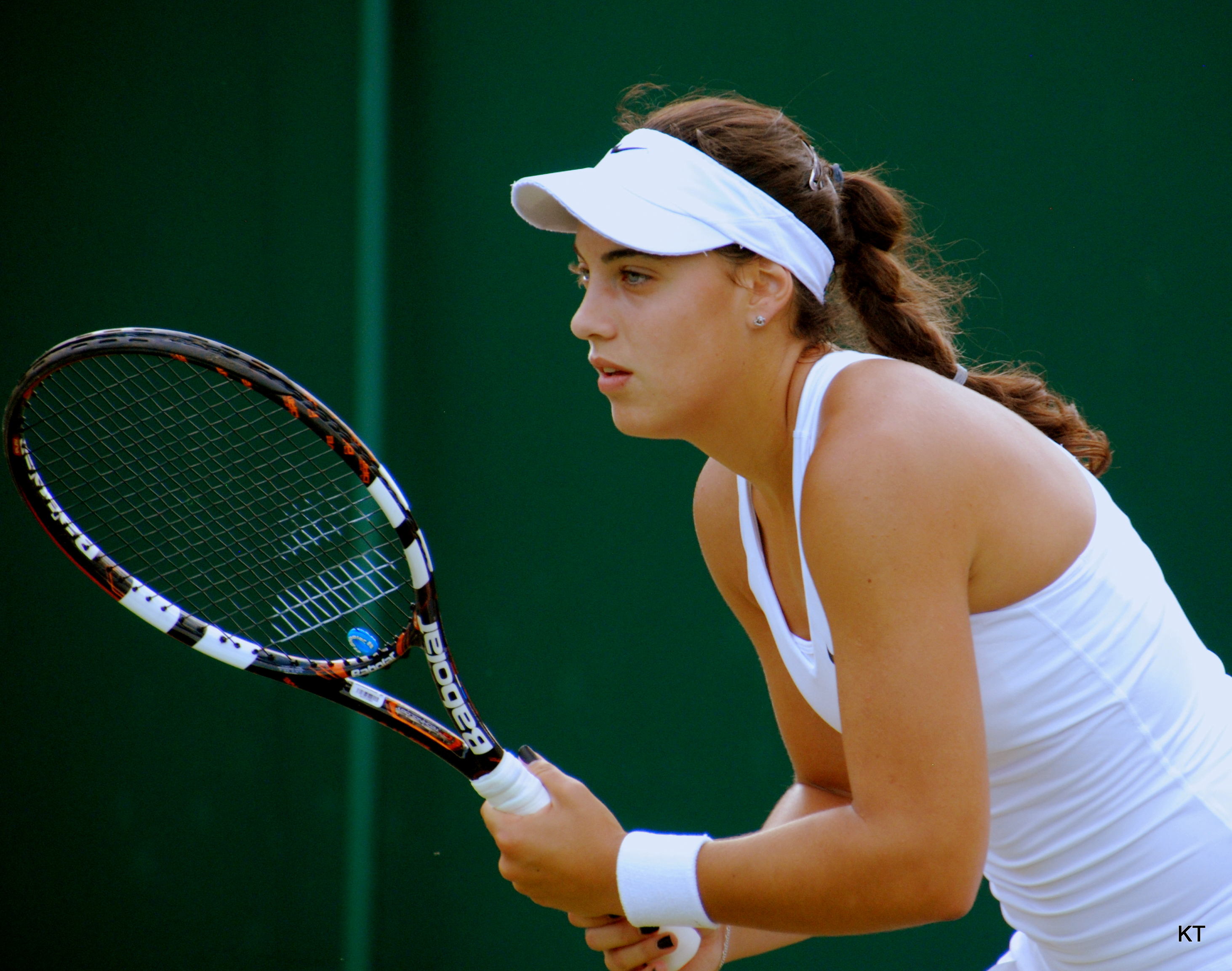
Конюх на Уимблдонском турнире 2014 года

Конюх рано получила возможность соревноваться в туре старших юниоров и смогла доказать свою конкурентоспособность на этом уровне. Ана уже на своём первом турнире Большого шлема — на Уимблдоне 2012 года — добралась до четвертьфинала одиночного турнира и вместе с Белиндой Бенчич вышла в финал парного турнира. Постепенно набираясь опыта игр с более опытными соперницами, хорватка к концу сезона смогла стать одним из лидеров тура, а на позднеосенней североамериканской связке доказала это результатом, выиграв престижную связку турниров Eddie Herr International — Orange Bowl. Вскоре пришёл и дебютный титул на турнирах Большого шлема: Ана стала абсолютной чемпионкой Открытый чемпионат Австралии-2013, переиграв в одиночном финале Катерину Синякову, а в паре став сильнейшей в альянсе с канадкой Кэрол Чжао. Этот успех позволил хорватке возглавить юниорский рейтинг.
В дальнейшем хорватка появлялась в юниорском туре лишь на крупных турнирах, добившись полуфиналов на обоих европейских турнирах Большого шлема. На Открытом чемпионате США она в последний раз сыграла в соревнованиях своих сверстниц, отметив это событие вторым одиночным титулом на подобных соревнованиях (в финале лишь на решающем тай-брейке было сломлено сопротивление Торнадо Блэк).
Начало взрослой карьеры.
Незадолго до своих крупных успехов юниорском туре Ана провела свою дебютную серию соревнований во взрослом туре: сначала в родном Дубровнике, а затем в турецкой Анталье. На своём третьем турнире в этой связке Конюх добралась до своего дебютного одиночного финала на подобном уровне — на турецком 10-тысячнике, уступив более опытной Йоване Якшич. На следующий год хорватка уже чувствовала себя во взрослом туре более чем уверенно: сначала в отдельных матчах — например, в Израиле, на матчах Кубка Федерации была обыграна Урсула Радваньская, а затем и на целых турнирах: летом 2013 года Ана отметилась серией неплохих результатов на средних турнирах ITF — на 25-тысячнике в Мариборе она из квалификации дошла до финала основы, где в трёх сетах уступила Полоне Херцог, а несколько недель спустя Конюх выиграла свой первый профессиональный титул — на аналогичном турнире в Монпелье в финале была переиграна Ирина Хромачёва. В конце лета хорватка дважды доходила до полуфиналов грунтовых 50-тысячников, а на одном из них — в Контрексвиле, вместе с Сильвией Нирич — добралась до своего дебютного парного финала на подобном уровне.
Осенью 2013 года Ана пробовала играть сильные по составу зальные 50-тысячники в Европе, но особых успехов не добилась. Однако после этих локальных неудач хорватка смогла проявить себя на 75-тысячнике в Дубае, где Конюх добралась до полуфинала, переиграв на старте Надежду Киченок и в равной борьбе уступив будущей чемпионке Яне Чепеловой. Прогресс, показанный Аной по ходу сезона 2013 года, позволил её менеджменту договориться о специальном приглашении в основу новозеландского турнира WTA в январе 2014 года: хорватка оправдала доверие, обыграв на старте этого турнира вторую ракетку соревнований — итальянку Роберту Винчи. Заряд уверенности, полученный здесь, помог через несколько дней в квалификации дебютного для Конюх турнира Большого шлема: Ана уверенно прошла свой сегмент сетки, проиграв в трёх матчах лишь сет, но в первом раунде попала на четвёртую ракетку посева и будущую чемпионку турнира Ли На из Китая. В конце января хорватка, стремясь избавиться от длительное время мучащих её болей в правом локте, сделала операцию. На корт Конюх вернулась уже в мае. Летом через квалификацию она пробилась на Уимблдонский турнир и смогла там доиграть до третьего раунда. В июле она вышла в полуфинал турнира в Стамбуле. Осенью Ана впервые поднялась в Топ-100 мирового рейтинга.
2015-2019.
В июне 2015 года Ана Конюх смогла выиграть первый титул в WTA-туре. Она стала чемпионкой турнира на траве в Ноттингеме, нанеся поражение в финале Монике Никулеску. В августе 2016 года она принимает участие в первых для себя Олимпийских играх, проводившихся в Рио-де-Жанейро. Ана смогла выиграть только один матч и во втором раунде проиграла Карле Суарес Наварро. Лучшего результата в сезоне она достигла на Открытом чемпионате США. Дойдя впервые до четвёртого раунда на Больших шлемах Конюх смогла обыграть № 4 в мире на тот момент Агнешку Радваньскую (6-4, 6-4). В первом в карьере четвертьфинале Большого шлема хорватка проиграла Каролине Плишковой (2-6, 2-6). Лучшим результатом в осенней части сезона для неё стал выход в полуфинал турнира в Гуанчжоу.
На старте сезона 2017 года Конюх вышла в финал турнира в Окленде. В титульном матче она уступила американке Лорен Дэвис со счётом 3-6, 1-6. В июне она достигла полуфинала на траве в Хертогенбосе. На главном соревнования на травяном покрытии — Уимблдоне Ана впервые смогла выйти в четвёртый раунд и обыграла в третьем девятую ракетку мира Доминику Цибулкову. В конце июля хорватская теннисистка смогла впервые в карьере войти в Топ-20 мирового рейтинга. Сезон был омрачён травмой правого локтя и после Открытого чемпионата США она уже не выходила на корт.
Возвращение к полноценным в 2018 году не состоялось. Конюх за весь сезон сыграла лишь четыре турнира и опустилась в рейтинге в пятую сотню.
Выступления за сборную.
Ранний выход Аны на конкурентоспособный уровень был замечен и тренерским штабом национальной сборной в Кубке Федерации. Тогдашний капитан команды Ива Майоли имела в своём распоряжении множество сравнительно квалифицированных теннисисток, могущих без проблем удерживать сборную в высшей группе региональной зоны турнира. Формат турнира и достаточно низкий уровень слабейших команд зоны позволяла Иве и её предшественникам регулярно пробовать в играх кого-то из молодых спортсменок — в 2013 году свой шанс получила и Ана, перед этим ярко проявившая себя в туре старших юниоров. Начав тот турнир в статусе четвёртой ракетки команды, Конюх с течением турнира смогла игрой доказать Майоли своё право быть незаменимой как в одиночке, так и в паре. Хорватская команда смогла в том турнире выиграть свою группу (победное очко в решающем матче против Австрии принесла Дарья Юрак в паре с Аной), а в стыковом матче за место в плей-офф второй мировой группы довести противостояние в матче с Польшей до решающей парной встречи (одиночная победа была добыта усилиями Конюх, переигравшей в трёх сетах вторую ракетку соперниц — Урсулу Радваньскую), где более мастеровитые соперницы всё-таки взяли своё.
На протяжении периода с 2015 по 2017 год Конюх регулярно вызывалась в сборную на матчи Кубка Федерации. В феврале 2017 года в рамках отборочного матча против сборной Великобритании Ана смогла обыграть представительницу Топ-10 Йоханну Конту.

## Итоговое место в рейтинге WTA по годам
| Год  | Одиночный рейтинг | Парный рейтинг |
| 2020 | 538               |                |
| 2019 | 1 270             |                |
| 2018 | 418               |                |
| 2017 | 44                | 191            |
| 2016 | 48                | 385            |
| 2015 | 80                | 355            |
| 2014 | 90                | 888            |
| 2013 | 274               | 582            |

## Выступления на турнирах

### Финалы турнировWTAв одиночном разряде (3)

#### Победы (1)
| Легенда:                                   |
| ------------------------------------------ |
| Турниры Большого Шлема (0*)                |
| Олимпиада (0)                              |
| Итоговый чемпионат года (0)                |
| Premier Mandatory / WTA 1000 Mandatory (0) |
| Premier 5 / WTA 1000 (0)                   |
| Premier / WTA 500 (0)                      |
| International / WTA 250 (1)                |

| Титулы по покрытиям | Титулы по месту проведения матчей турнира |
| ------------------- | ----------------------------------------- |
| Хард (0*)           | Зал (0)                                   |
| Грунт (0)           | Зал (0)                                   |
| Трава (1)           | Открытый воздух (1)                       |
| Ковёр (0)           | Открытый воздух (1)                       |

* количество побед в одиночном разряде.
| №  | Дата         | Турнир                    | Покрытие | Соперница в финале | Счёт        |
| 1. | 15 июня 2015 | Ноттингем, Великобритания | Трава    | Моника Никулеску   | 1-6 6-4 6-2 |

#### Поражения (2)
| №  | Дата          | Турнир                 | Покрытие | Соперница в финале | Счёт            |
| 1. | 7 января 2017 | Окленд, Новая Зеландия | Хард     | Лорен Дэвис        | 3-6 1-6         |
| 2. | 22 мая 2021   | Белград, Сербия        | Грунт    | Паула Бадоса       | 2-6 0-2 — отказ |

### Финалы турнировITFв одиночном разряде (4)

#### Победы (2)
| Легенда:                  |
| ------------------------- |
| WTA 125 (0*)              |
| 100.000 USD (0)           |
| 80.000 (75.000**) USD (0) |
| 60.000 (50.000**) USD (0) |
| 25.000 USD (2)            |
| 15.000 (10.000**) USD (0) |

** призовой фонд до 2017 года
| Титулы по покрытиям | Титулы по месту проведения матчей турнира |
| ------------------- | ----------------------------------------- |
| Хард (0*)           | Зал (0)                                   |
| Грунт (2)           | Зал (0)                                   |
| Трава (0)           | Открытый воздух (2)                       |
| Ковёр (0)           | Открытый воздух (2)                       |

* количество побед в одиночном разряде.
| №  | Дата             | Турнир            | Покрытие | Соперница в финале | Счёт    |
| 1. | 23 июня 2013     | Монпелье, Франция | Грунт    | Ирина Хромачёва    | 6-3 6-1 |
| 2. | 20 сентября 2020 | Загреб, Хорватия  | Грунт    | Тереза Мрдежа      | 6-4 6-2 |

#### Поражения (2)
| №  | Дата           | Турнир            | Покрытие | Соперница в финале | Счёт        |
| 1. | 11 ноября 2012 | Анталья, Турция   | Грунт    | Йована Якшич       | 3-6 1-6     |
| 2. | 2 июня 2013    | Марибор, Словения | Грунт    | Полона Херцог      | 6-3 3-6 3-6 |

### Финалы турнировITFв парном разряде (1)

#### Поражения (1)
| №  | Дата         | Турнир                 | Покрытие | Партнёрша     | Соперницы в финале            | Счёт       |
| 1. | 20 июля 2013 | Контрексевиль, Франция | Грунт    | Сильвия Нирич | Ванеса Фурланетто Амандин Эсс | 6-7(3) 4-6 |

## История выступлений на турнирах
По состоянию на 1 февраля 2021 года
Для того, чтобы предотвратить неразбериху и удваивание счета, информация в этой таблице корректируется только по окончании турнира или по окончании участия там данного игрока.
| Турниры Большого Шлема       |       |       |       |       |       |        |       |
| Открытый чемпионат Австралии | 1Р    | 1Р    | 2Р    | 2Р    | -     | 0 / 4  | 5-4   |
| Открытый чемпионат Франции   | К     | 2Р    | 2Р    | 2Р    | 1Р    | 0 / 4  | 3-4   |
| Уимблдон                     | 3Р    | 1Р    | 2Р    | 4Р    | 1Р    | 0 / 5  | 9-5   |
| Открытый чемпионат США       | К     | 2Р    | 1/4   | 1Р    | -     | 0 / 4  | 5-4   |
| Итог                         | 0 / 2 | 0 / 4 | 0 / 4 | 0 / 4 | 0 / 2 | 0 / 16 |       |
| В/П в сезоне                 | 2-2   | 2-4   | 7-4   | 5-4   | 0-2   |        | 16-16 |

| Турниры Большого Шлема       |       |       |       |       |     |
| Открытый чемпионат Австралии | -     | -     | 1Р    | 0 / 1 | 0-1 |
| Открытый чемпионат Франции   | -     | 2Р    | 2Р    | 0 / 2 | 2-2 |
| Уимблдон                     | 2Р    | -     | 3Р    | 0 / 2 | 3-2 |
| Открытый чемпионат США       | 1Р    | -     | 1Р    | 0 / 2 | 0-2 |
| Итог                         | 0 / 2 | 0 / 1 | 0 / 4 | 0 / 7 |     |
| В/П в сезоне                 | 1-2   | 1-1   | 3-4   |       | 5-7 |